# Whang-od
Whang-od Oggay (en tagalog : ˈɸɐŋˈʔɘd), également connue comme Maria Oggay ou plus couramment Whang-od (Tinglayan, 1917) est une artiste tatoueuse philippine.
Elle est souvent décrite comme la « dernière » et la plus ancienne mambabatok (en) (tatoueuse traditionnelle kalinga) et fait partie du peuple Butbut (en), un groupe ethnique des Kalinga.
Elle tatoue les chasseurs de têtes et les femmes du peuple indigène de Butbut à Buscalan, dans la province de Kalinga, d'où elle provient, depuis l'âge de 15 ans, mais les guerriers de Butbut qui obtenaient leurs tatouages en protégeant les villages ou en tuant des ennemis n'existent plus. Whang-od continue néanmoins à pratiquer son art traditionnel sur les touristes qui visitent Buscalan.
La Commission nationale pour la Culture et les Arts (NCCA) a décerné à Whang-od le prestigieux prix Dangal ng Haraya en 2018. Elle a été nommée pour le prix national des trésors vivants (en) en 2017 — une nomination qui est toujours en cours de traitement par le NCCA — et a été recommandée pour celui d'artiste national des Philippines.

## Biographie

### Carrière
Whang-od naît le 17 février 1917 à Buscalan, Tinglayan, dans la province de Kalinga, au nord des Philippines.

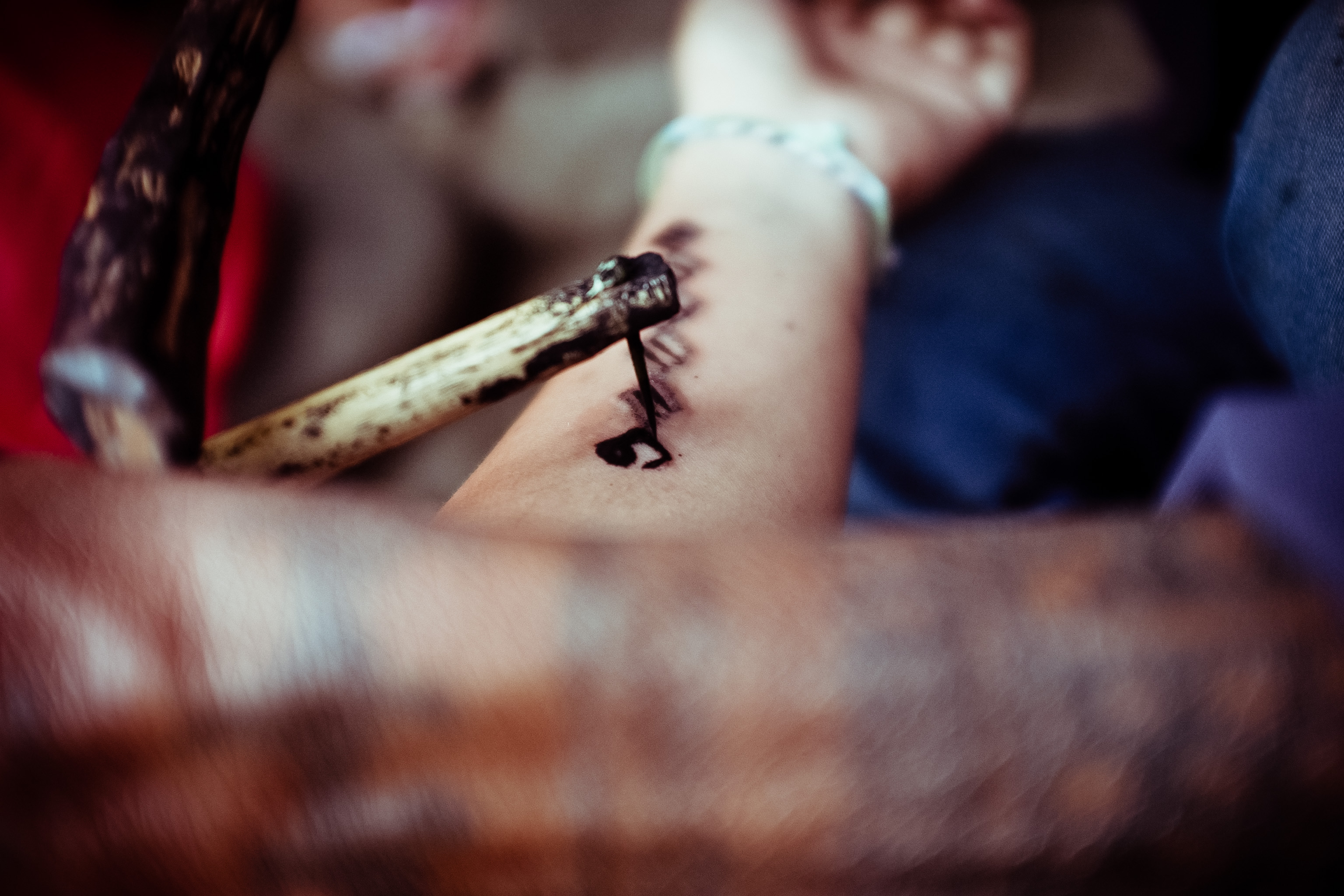
Tatouage traditionnel botok.

Elle commence à tatouer à l'âge de 15 ans, pratiquant un art traditionnel transmis par son père, considéré comme un maître-tatoueur dans la région. Traditionnellement, seuls les hommes ayant des ancêtres tatoueurs sont autorisés à apprendre cet art. Whang-od est une exception en raison du talent et du potentiel vus par son père. Plus tard, les apprentis choisis par Whang-od ne seront que des femmes, rompant ainsi la tradition patrimoniale pour la première fois dans l'histoire documentée de Kalinga. Malgré cette entorse aux traditions, sa communauté accepte sa décision. Elle pratique le batok (en), le tatouage traditionnel à la main, sur des chasseurs de têtes masculins qui gagnent leurs tatouages en protégeant les villages ou en tuant des ennemis. Elle tatoue également les femmes du peuple Butbut (en) à Buscalan, principalement à des fins esthétiques,. En tant que tatoueuse traditionnelle de Kalinga — ou mambabatok —, elle fait aussi de la divination et des chants tout en faisant des tatouages. Chaque dessin qu'elle crée contient des significations symboliques spécifiques à la culture mambabatok. Par exemple, un guerrier qui a tué un ennemi recevra un tatouage d'aigle à son retour de la bataille.
Whang-od est tatouée pour la première fois à l'adolescence : les motifs consistant en une échelle et un python. Le tatouage du python est particulièrement important dans les histoires sacrées de son peuple. Selon leur religion indigène, le tatouage en forme d'échelle de python a été donné pour la première fois à Lagkunawa, une belle femme noble du village de Tinglayan (le village d'origine de Whang-od). Il s'agit d'un cadeau du dieu-héros Banna, qui est tombé amoureux de la mortelle. Depuis, le tatouage a été transmis de génération en génération. Fatok est le terme consacré pour le tatouage des femmes afin de montrer leur beauté et leur richesse. Lorsqu'un bras de femme est tatoué comme les propres tatouages de Whang-od, la famille de la femme est obligée de payer au tatoueur un porcelet ou un paquet de riz récolté (appelé localement dalan). D'autre part, le fi-ing est le terme utilisé pour le tatouage des guerriers Butbut masculins sur leur poitrine et leurs bras. Whang-od pratique le fi-ing jusqu'à ce que la chasse aux têtes soit découragée par le gouvernement ; ce type de tatouage est pratiqué pour la dernière fois en 1972.

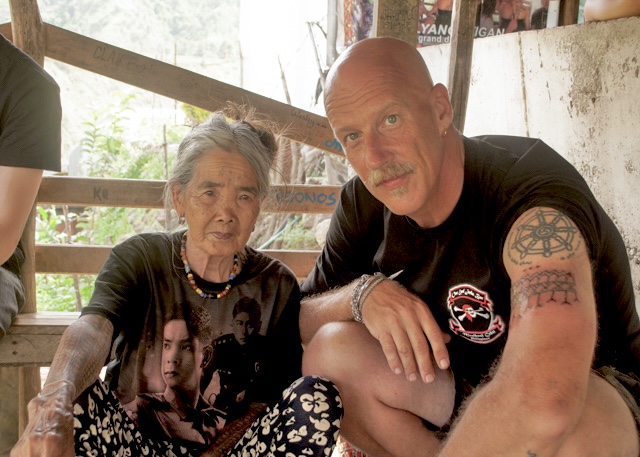
Whang-od avec un touriste tatoué, en 2016.

Bien que les chasseurs de têtes n'existent plus, Whang-od continue à appliquer les tatouages sur les touristes de Buscalan. Elle ne chante cependant plus lorsqu'elle tatoue ces derniers, car les chants sont uniquement destinés à l'embellissement des femmes de Kalinga et à la célébration de la victoire des hommes de Kalinga au combat. Plusieurs célébrités se sont fait tatouer par Whang-od, comme la chanteuse Rhian Ramos et plusieurs acteurs philippins reconnus,,,,.
Ses premiers tatouages ne lui rapportaient aucun revenu mais en raison de l'afflux de touristes dans sa ville, elle gagnait au moins 5 000 PhP par jour pour ses tatouages en 2015, à raison de vingt à trente clients par jour,. Depuis, elle ne fait plus que des tatouages simples en raison de son âge avancé. Ses apprenties, tous des femmes, ont continué la tradition pour elle et leur peuple.

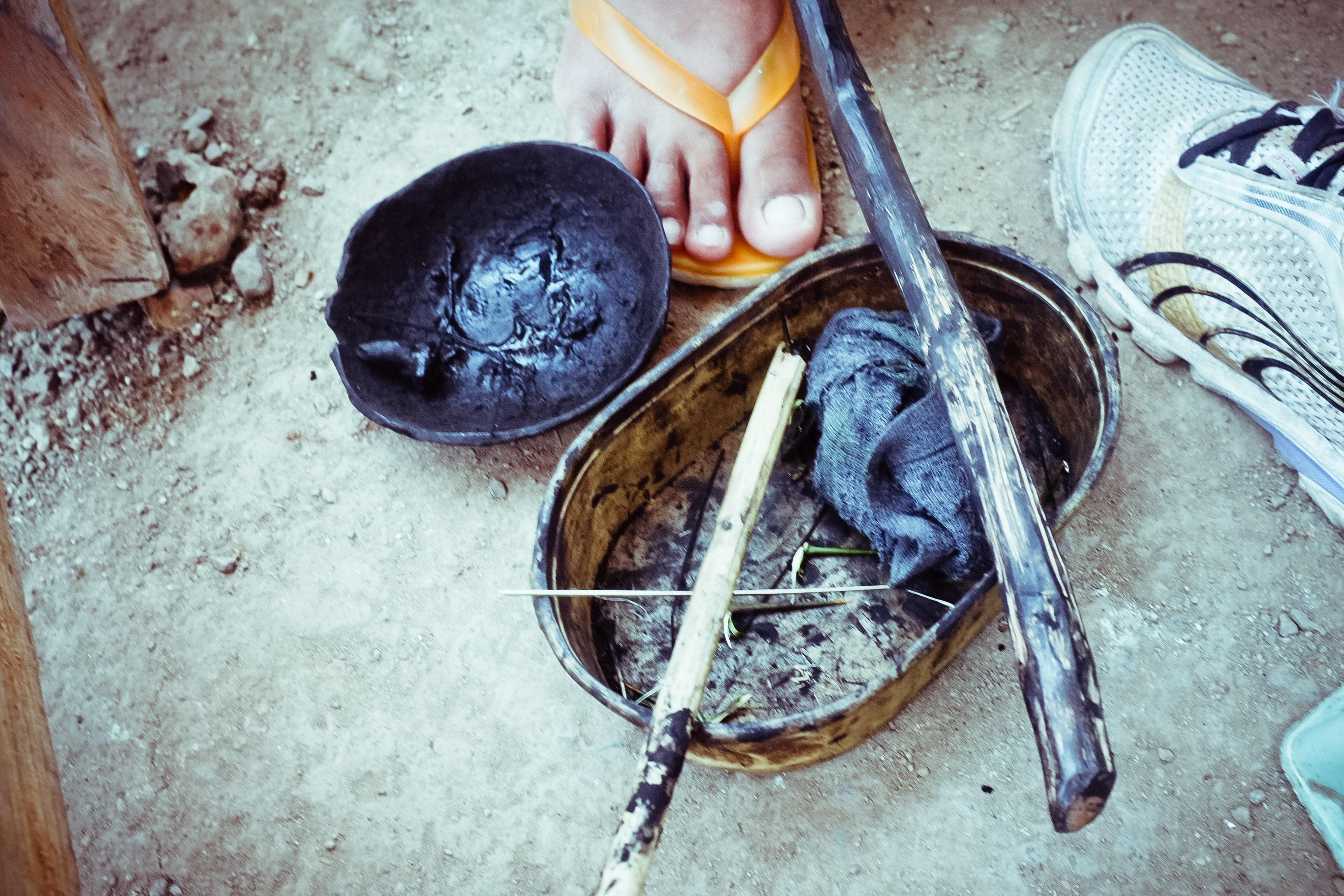
Encre et instruments traditionnels.

L'encre de tatouage qu'elle utilise est composée de matériaux indigènes, généralement un mélange de charbon de bois et d'eau qui est tapé dans la peau à l'aide d'une épine de calamondin ou de pamplemoussier. Cette technique ancienne de batok remonte à un millier d'années et est relativement douloureuse par rapport aux techniques occidentales,. Elle utilise des motifs trouvés dans la nature et des formes géométriques de base. Elle a de nombreux tatouages signature, mais depuis 2017, son tatouage signature est composé de trois points, la représentant elle-même et ses deux apprenties, représentés comme une continuation de la forme d'art de l'ancienne à la prochaine génération.
En plus d'être tatoueuse, Whang-od est une grande ancienne du village respectée et joue de la flûte nasale (en). Elle effectue également des tâches agricoles, comme nourrir les cochons et les poulets et cultiver le riz.
Whang-od est présente lors de la Dutdutan Tattoo Expo 2012 qui s'est tenue aux Philippines, où elle a son propre stand. L'image de Whang-od fait partie d'une exposition au musée royal de l'Ontario au Canada intitulée « Tattoos : Rituel. Identité. Obsession. Art » et présentée pour la première fois le 2 avril 2016. Les exposants ont choisi la photographie parmi plusieurs photos d'une autre exposition au musée Du Quai Branly à Paris ; ils ne connaissaient pas Whang-od avant qu'un visiteur ne leur en parle.
En octobre 2017, Whang-od ainsi que Palicas et Wigan, ses apprenties et petites-nièces, se rendent à Manille pour montrer leur artisanat lors du 66e salon Manila Fame,,. Les organisateurs du Manila Fame sont critiqués après qu'une photo devenue virale dans les médias sociaux fait surface, : certains netizens accusent les organisateurs d'exploiter l'image de Whang-od et de marchandiser sa culture,. Les organisateurs défendent l'événement et la nièce de Whang-od, Palicas, clarifie par la suite la question,.
En août 2021, Palicas interpelle un étranger, le blogger israélien Nas Daily (en), pour avoir créé une académie Whang-od sans le consentement de sa tribu. Selon la loi philippine, le consentement libre et préalable en connaissance de cause (FPIC) est une exigence avec « le consensus de tous les membres des ICC/IP »,.

### Centenaire
Selon diverses sources, Whang-od est née le 17 février 1917 et a donc 100 ans en 2017, ce qui la rend éligible pour recevoir des avantages du gouvernement philippin en vertu de la loi sur les centenaires de 2016 ou de la loi de la République 10868,. Cependant, le gouvernement et certains groupes doutent de sa revendication car elle ne présente aucun document valide pour prouver sa date de naissance. Il n'y avait en effet pas d'enregistrement des dates de naissance dans de nombreuses régions de l'arrière-pays des Philippines, comme Buscalan, à l'époque où Whang-od serait née, notamment en raison de l'impossibilité de traverser la région à l'époque ; parce que l'enregistrement des dates de naissance sur papier ne faisait pas partie de la culture de la communauté à l'époque ; et à cause des tensions ethniques passées qui ont alimenté les guerres tribales.
En juin 2017, elle reçoit finalement une carte d'identité postale philippine qui reconnaît officiellement sa date de naissance comme étant le 17 février 1917, la rendant enfin éligible aux avantages de la loi sur les centenaires,.

### Héritage et impact culturel

#### Descendance et succession
Lorsqu'elle était très jeune, Whang-od avait un petit ami nommé Ang-Batang, un guerrier Butbut. Elle a pratiqué un batok sur Ang-Batang après la première victoire du guerrier lors d'une bataille. De nombreux anciens se sont opposés à sa relation avec Ang-Batang, estimant que la lignée de l'homme n'était pas pure. Un mariage a finalement été arrangé pour Ang-Batang et la meilleure amie de Whang-od, Hogkajon. Ang-Batang est mort des suites d'un accident d'exploitation forestière lorsque Whang-od avait 25 ans.

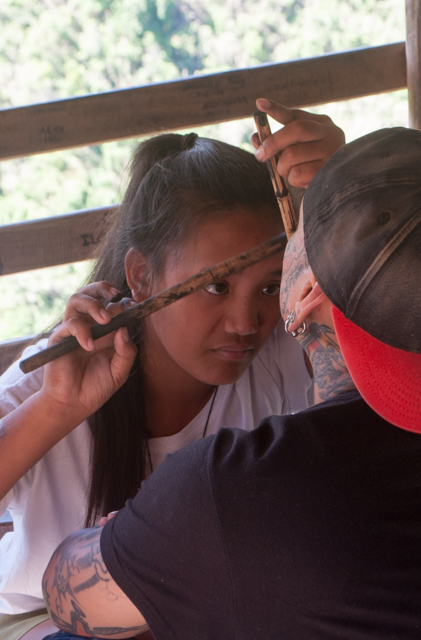
Grace Palicas, la grand-nièce et successeur de Whang-od's, en train de faire un tatouage facial pour perpétuer la tradition du batok, en 2016.

Whang-od a ensuite décidé de ne jamais se marier, et n'a donc pas d'enfants et ne laisse pas de descendants directs pour poursuivre son héritage en tant que mambabatok. Elle a eu des relations avec d'autres guerriers Kalinga, mais est restée célibataire respectant ce vœu. Selon la tradition, ses compétences en matière de tatouage ne peuvent être transmises que par la lignée. Whang-od pense que si une personne extérieure à la lignée commence à tatouer, les tatouages seront infectés. L'influence de la modernité a fait que les jeunes de son village n'avaient plus d'intérêt pour les œuvres de tatouage de leurs aînés pendant des décennies, jusqu'à ce qu'un regain d'appréciation des modes de vie indigènes au XXIe siècle ouvre la voie à la conservation de cette forme d'art à Buscalan. Whang-od a ainsi formé Grace Palicas, sa petite-nièce, et Ilyang Wigan, un autre successeur de la lignée, pour qu'elles perpétuent l'art du tatouage de son peuple. D'autres successeurs de la lignée se sont progressivement intéressés aux formes d'art de leur peuple, notamment un jeune de 12 ans nommé Den Wigan. Cependant, ces successeurs n'ont pas effectué les autres travaux d'un mambabatok, et leurs propres tatouages ne sont pas aussi complexes que ceux de Whang-od. De plus, selon l'anthropologue philippine Analyn Salvador-Amores, les autres traditions batok, qui comprennent le chant et la divination, ainsi que la révélation des significations symboliques des tatouages, pourraient disparaître avec Whang-od car elles ne sont pas transmises à ses successeurs. Les chants et la divination ne sont pratiqués que pour le peuple Kalinga (en), jamais pour les personnes extérieures à la sphère ethnique. De ce fait, Whang-od pourrait être le dernier mambabatok de son village, à moins que les peuples indigènes de Kalinga eux-mêmes choisissent officiellement de se faire tatouer traditionnellement dans le cadre de leur culture moderne et que ses apprentis maîtrisent l'art élaboré et très difficile du chant de tatouage avant son décès.
Le titre de Whang-od de « dernière tatoueuse de Kalinga » sera bientôt inexact. On dit que Whang-od enseigne maintenant l'art du mambabatok à 20 jeunes filles, plus ses petites-nièces, afin que la tradition et le savoir ne meurent pas avec elle et que son héritage soit transmis par ses apprenties. Néanmoins, sur les vingt jeunes élèves qu'elle enseigne, seules Grace Palicas et Ilyang Wigan sont considérées comme ses véritables apprenties ; en raison de la tradition, l'apprentissage du batok ne doit être transmis et enseigné qu'à des apprentis ayant des liens de sang. Le tatouage « signature » de Whang-od consiste en trois points, qui la représentent avec ses apprentis liés par le sang, et qui représentent la prochaine génération dans son art. Ces tatouages Kalinga, bien qu'ils soient constitués de symboles présents dans la nature et portant des motifs géométriques simples, n'ont cependant pas la même signification que lorsqu'ils étaient gagnés par la culture guerrière.

#### Reconnaissance
La sénatrice Nancy Binay a déclaré que l'impact de Whang-od sur la culture philippine a permis de sensibiliser et de maintenir en vie la connaissance, la tradition et la culture des tatouages Kalinga pour les jeunes générations et les personnes extérieures à la culture philippine. La pratique des tatouages Kalinga était presque éteinte et l'idée était obscure, « la tradition de Batok ayant changé avec les temps modernes lors du dernier millénaire ».
En raison du statut de Whang-od comme étant la dernière mambabatok de sa génération, de son rôle dans la sensibilisation à une forme de tatouage traditionnel et de la formation de plusieurs praticiens,, de nombreux netizens faisaient pression pour qu'elle devienne l'un des {artistes nationaux des Philippines. Une campagne de hashtag (#WangOdNationalArtist) a débuté en septembre 2015 et a été partagé sur les médias sociaux environ 11 000 fois après presque un mois.
D'autres faisaient campagne pour qu'elle reçoive plutôt le prix national des trésors vivants (en) (GAMABA ou Gawad Manlilikha ng Bayan en tagalog) — d'un prestige équivalent à celui d'artiste national —, ce qu'a soutenu la sénatrice Miriam Defensor Santiago en 2015, faisant même la demande à ses collègues du Sénat des Philippines par le biais d'une résolution,, suivie de la sénatrice Nancy Binay en 2016.
Ses nominations comme artiste national ou trésor national vivant ont également été soutenues par la sénatrice et ambassadrice des Nations unies Loren Legarda par le biais d'une nouvelle résolution sénatoriale l'année suivante, ainsi que par l'ancien président de la Commission nationale pour la Culture et les Arts (NCCA), Felipe de Leon Jr., faisant valoir que le rôle d'un mambabatok est de devenir le phare de l'unité et du soutien de la communauté. Il a ajouté qu'elle aide sa communauté en tatouant les touristes et qu'elle pratique la forme d'art traditionnelle Kalinga comme moyen de subsistance et qu'ainsi elle devrait être éligible à la fois pour les prix d'artiste national et de trésor national vivant. L'anthropologue philippine Analyn Salvado-Amores, professeur à l'université des Philippines à Baguio, a déclaré que, bien qu'elle n'ait aucune objection à la nomination de Whang-od au GAMABA, il se peut qu'elle ne soit pas récompensée parce qu'elle gagne sa vie en tatouant et que l'une des conditions pour obtenir ce prix est de pratiquer l'artisanat sans en tirer de profit. Toutefois, si la question soulevée fait obstacle à sa déclaration en tant que trésor national vivant, elle peut toujours être nommée pour le prix d'artiste national, qui est de même rang.
Whang-od a été officiellement nommée au prix du trésor national vivant lors de la 66e édition de Manila Fame le 21 octobre 2017,. La NCCA accepte la nomination lors d'une cérémonie dans le cadre de l'événement et doit finaliser les documents pour sacrer Whang-od et faire signer le président philippin. Une fois conféré, Whang-od recevrait un médaillon en or, une allocation mensuelle de 14 000 PhP et une subvention de départ de 100 000 PhP. Le 28 février 2018, le Sénat des Philippines adopte à l'unanimité une résolution soutenant et nommant Whang-od pour le GAMABA.
Le 12 juin 2018, la NCCA annonce que le prestigieux prix Dangal ng Haraya sera remis à Whang-od le 25 juin à Tabuk, la capitale de la province d'origine de Whang-od. Les dernières étapes du comité GAMABA (National Living Treasures Award) sont toujours en cours, en 2018,,,.

## Whang-od à la télévision
L'anthropologue américain Lars Krutak (en) s'est rendu à Kalinga en 2007 et a documenté les œuvres de Whang-od. L'épisode de la série en 10 parties de Krutak, Tattoo Hunter, diffusé sur Discovery Channel, a marqué le début de la présentation de la culture Kalinga et de Whang-od à un public mondial. En 2010, elle a également été présentée dans i-Witness (en), un programme télévisé documentaire de GMA Network, qui a été documenté par Kara David (en).
En 2017, Whang-od est présenté dans la série Dayaw de la NCCA et de ABS-CBN News Channel, où ses contributions à l'identité et au patrimoine national du pays ont été présentées par l'ancien président de la NCCA, Felipe De Leon Jr, et la sénatrice Loren Legarda. L'histoire de sa vie a été présentée dans Wagas, une série dramatique de GMA News TV en 2017, où Janine Gutierrez (en) a interprété Whang-od.